# Pomescsik
A pomescsikok orosz szolgáló nemesek, akik a mongol idők alatt formálódtak különálló társadalmi réteggé. Ők állnak a prikázok (központi kormányszékek) élén. Azon földbirtokosok neve III.Iván korától Oroszországban, akik honorbirtokot, a pomesztyjét kapták a nagyfejedelemtől valamely (általában katonai) szolgálat fejében. A fogalom a XVIII. századtól már általában orosz birtokost jelent. Szerzett birtokosok, akik katonai és hivatali szolgálatukért visszavehető birtokot kapnak.
A dumabeliek közötti különbség IV. Iván 1556-os cári rendelete (ukaz) következtében szűnt meg, mely kimondta, hogy minden szolgáló ember köteles 150 gyeszjatyina föld után egy lovas katonát kiállítani, akinek tizenöt éves korától haláláig kell szolgálnia a cárt.